# بانک ملی ازبکستان
بانک ملی ازبکستان، (به انگلیسی: National Bank of Uzbekistan) شرکت خدمات مالی و بانکداری ازبکستانی است، که به‌عنوان بزرگترین موسسه سرمایه‌گذاری، آسیای مرکزی شناخته می‌شود.
بانک ملی ازبکستان در سال ۱۹۹۱ راه‌اندازی شد و در حال حاضر با در اختیار داشتن شبکه‌ای از ۶۲۸ شعبه بانکی، در رتبه ۸۶۲ از فهرست ۱۰۰۰ بانک برتر جهان، که در سال ۲۰۱۲ توسط مجله اقتصادی بانکر منتشر شد، قرار گرفت. شعبه مرکزی این بانک در شهر تاشکند، ازبکستان قرار دارد.